# Hannoversches Magazin
Das Hannoversche Magazin war eine Zeitschrift, die von 1763 bis 1850 in Hannover erschien. Sie trug auch andere Bezeichnungen und war als Sprachrohr der höheren Beamtenschaft die meistgelesene hannoversche Zeitschrift. Sie erschien als Beilage der Hannoverischen Anzeigen und wurde wie diese von Heinrich Ernst Christoph Schlüter bei der Landschaftlichen Buchdruckerey gedruckt. Die Zeitschrift wurde von dem 1750 gegründeten Intelligenz-Comptoir von dem Landsyndikus Albrecht Christoph von Wüllen verlegt.
Ab circa 1809 veröffentlichte der Hof- und Leibarzt Heinrich Matthias Marcard medizinische Schriften und Belletristik in der Zeitschrift.

## Jahrgänge und Titel

### Vorgänger
Vorgänger des Hannoverschen Magazins war der Wöchentliche Hannoverische Intelligenz-Zettul und Anzeige von 1732 bis 1735.

### Einzelne Ausgaben
- 1759–1763 Hannoverische Beyträge zum Nutzen und zum Vergnügen, Vorläufer des Hannoverischen Magazins
- 1763–1790 Hannoverisches Magazin, „worin kleine Abhandlungen, einzelne Gedanken, Nachrichten, Vorschläge und Erfahrungen, so die Verbesserung des Nahrungs-Standes, die Land- und Stadt-Wirthschaft, Handlung, Manufacturen und Künste, die Physik, die Sittenlehre und angenehmen Wissenschaften betreffen, gesamlet und aufbewahret sind“
- 1791–1813 Neues Hannoversches Magazin
- 1793–1806 Neues Hannoverisches Magazin
- 1807 Neues Hannöverisches Magazin
- 1808–1813 Neues Hannöversches Magazin
- 1814–1850 Hannoversches Magazin

### Jahreszusammenstellungen
In Jahreszusammenstellungen erschienen unter teilweise abweichenden Titeln
- 1750–1754: Hannoverische Gelehrte Anzeigen
- 1756–1759: Nützliche Samlungen vom Jahr... (1755–1758)
- 1759–1762: Hannoverische Beyträge zum Nutzen und Vergnügen
- 1763–1790: Hannoverisches Magazin (die Jahrgänge 1.1763 - 28.1790)